# 호보 (드라마)
《호보》(영어: The Littlest Hobo, 프랑스어: Le Vagabond)는 찰스 R. 론도가 감독한 동명의 1958년 영화를 바탕으로 제작한 캐나다의 텔레비전 드라마 시리즈이다.
방송 신디케이션(broadcast syndication)에서 1963년부터 1965년까지 최초 방영하었고, CTV 텔레비전 네트워크에서 이를 부활 시켜 1979년 10월 11일부터 새로운 회차를 방영하면서 인기를 얻어 1985년 3월 7일까지 연장, 총 6기 114편이 방영되었다. 편당 방영 시간은 선전 시간을 포함하여 30분이다.
주인공은 주인 없는 개로, 길 잃은 저먼 셰퍼드이다. '호보'(hobo)의 의미대로 도시에서 도시로 떠돌면서 필요로 하는 사람들을 돕는다. 누군가를 곤경에서 구출하는 것은 '명견 래시'와 비슷하나, 호보는 도움이 필요한 새로운 사람들과 만나 친구가 된다. 도움을 받은 사람들은 호보를 데려다 키우려 하지만, 호보는 홀로 있는 것을 원하는 듯 보이고, 매회 마지막에 스스로 피한다.
시리즈 속에서는 실제 이름을 부르지 않으나, 종종 임시로 짝이 되는 사람이 지어주는 이름으로 불린다. 호보의 배경, 출신, 동기, 최종 목적은 설명되지 않는다.

## 대한민국 방영
- 《호보》는 20여 개국에서 방영되었다.[1]
- 대한민국에서는 《명견 호보》라는 제목으로 1969년 TBC 동양방송에서 잠깐 방영되고 1970년 3월 3일부터 3월 31일까지 매주 화요일 저녁에, 4월 13일부터 9월 21일까지 매주 월요일 저녁에 KBS TV 한국방송에서 방영되었고, 1981년 7월 4일부터 1983년 3월 26일까지 매주 일요일 저녁에, 4월 1일부터 7월 8일까지 매주 금요일 저녁에 MBC 문화방송에서 방영되었다.